# حنش قوس قزح

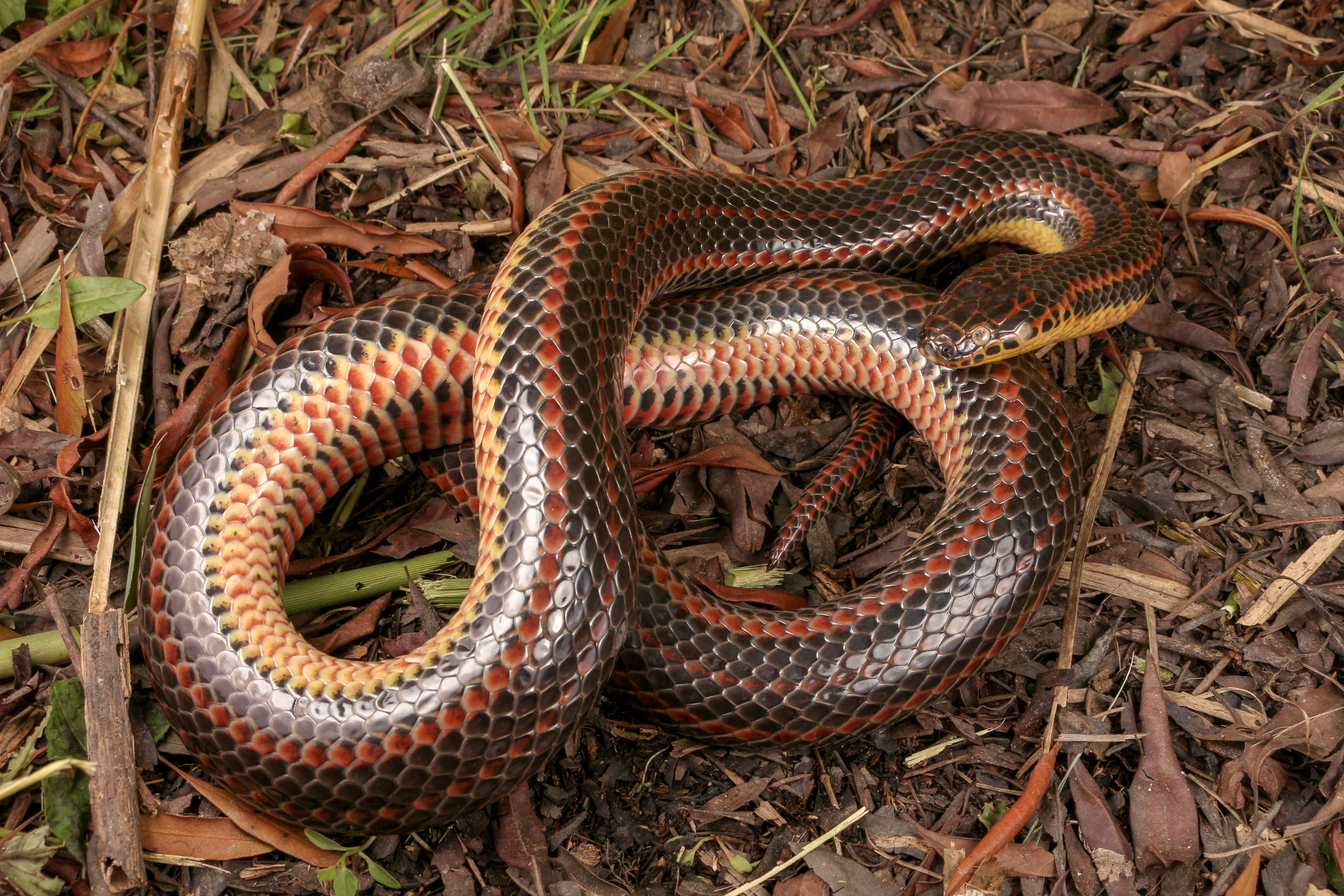
حنش قوس قزح ذكر في فرجينيا. هذا الفرد لديه عين مغشية - من الأعراض الطبية الشائعة للعدوى الفطرية

حنش قوس قزح (الاسم العلمي: Farancia erytrogramma) هو نوع من الأحناش، كبير وغير سام، وهو حنش مائي للغاية وينتمي لعائلة الثعابين، متوطن هذا الحنش في السهول الساحلية، في المناطق المتواجدة في جنوب شرق الولايات المتحدة. تم تصنيف نوعين فرعيين من هذا النوع من الأحناش، وقد تم الإعلان عن انقراض أحدهما.

## علم أصول الكلمات
الاسم المحدد erytrogramma مشتق من اللغة اليونانية من كلمة (ερυθρóς = erythros)، ومعناها «أحمر»، وكلمة (γράμμα =gramma)، ومعناها «حرف/كلمة» ولكن في هذه الحالة تحديدا؛ يقصد مؤلف الاسم على الأرجح كلمة (γραμμή = grammi) التي تعني «خط/شريط».

## الأسماء الشائعة
من الأسماء الشائعة الأخرى لحنش قوس قزح: ثعبان القرون، ثعبان الطين، ثعبان مخطط باللون الأحمر، ثعبان ذو قرون مخطط بالأحمر، ثعبان ذو جوانب حمراء، خنزير الرمل، ثعبان الرمل، وامبم مخطط.

## الوصف

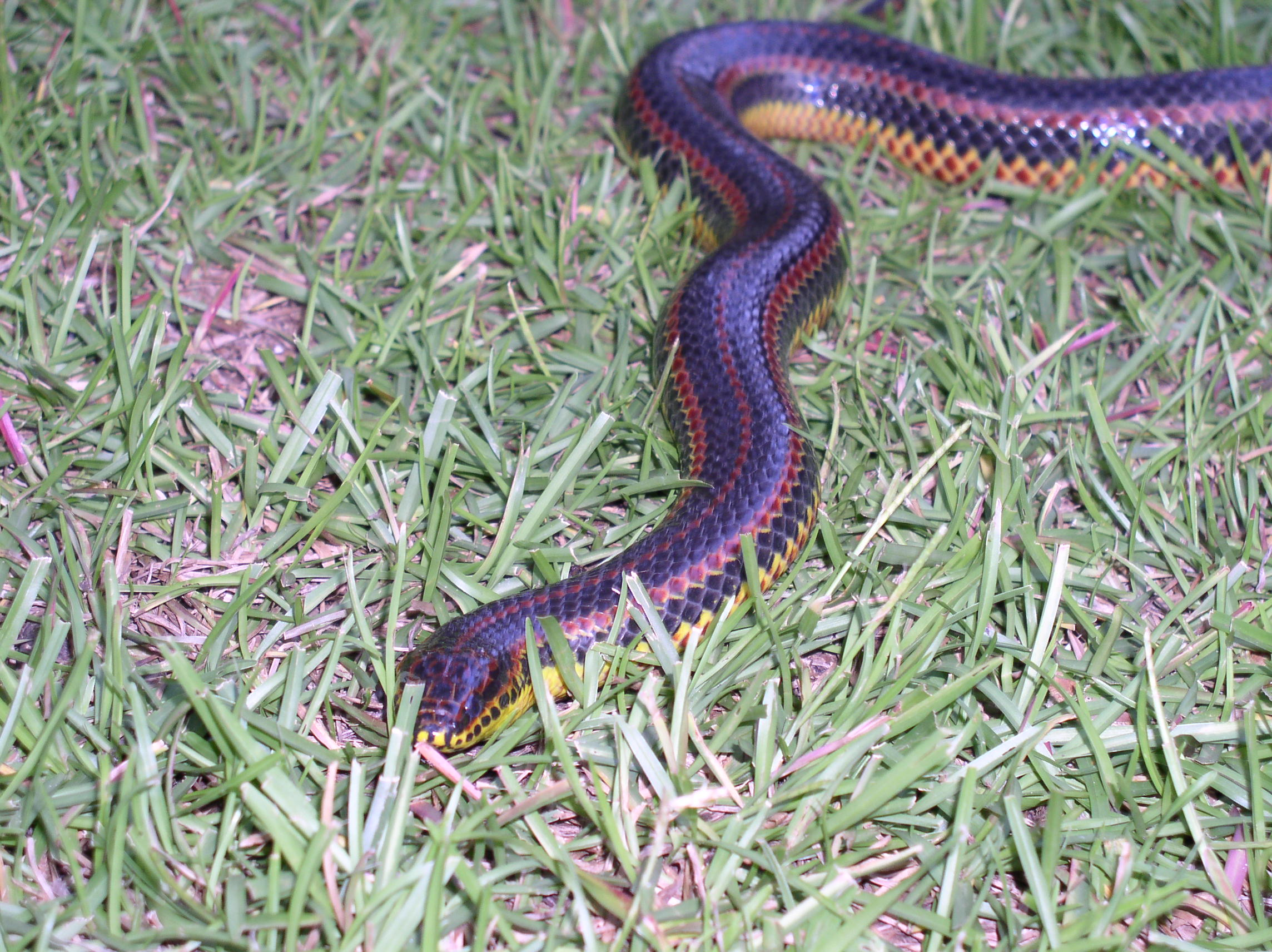
حنش قوس قزح في جنوب جورجيا، ويمكن رؤية ألوانه على ظهره

في المنطقة الخلفية لدى ثعابين قوس قزح؛ تتواجد حراشف ناعمة ذات لون اسود-زرقاوي لامع، مع وجود ثلاثة خطوط حمراء اللون. لدى هذا النوع من الثعابين ذيول قصيرة، مع طرف شائك الشكل الذي تستخدمه في بعض الأحيان بمثابة مسبار. قد يظهر لدى الثعابين البالغة من هذا النوع لونًا أصفر على طول الجانبين وعلى الرأس.
عادة، ينمو هذا الثعبان إلى طول كلي (يشمل ذلك الذيل) الذي يبلغ حوالي 36-48 بوصة (91-122 سم)، ولكن في بعض العينات من هذه الثعابين؛ تم توثيق مقياس طولها الكلي الذي وصل إلى طول يبلغ حوالي 66 بوصة (168سم). الإناث أكبر حجما من الذكور.

## السلوك
نادرا ما يتم رؤية أحناش قوس قزح بسبب عاداتها السرية. حيث تقضي معظم حياتها في الماء؛ مختبئة في النباتات المائية أو غيرها من الأمكنة التي توفر الغطاء. هذه الأحناش تسبح ببراعة وقوة، وتعرف أيضًا كيف تختبئ عن طريق الحفر في الوحل والرمال. أحناش قوس قزح ليست عدوانية عند التقاطها، ولا تقوم بعض من يمسكها.
في مقاطعة نيوكينت في ولاية فرجينيا، تتواجد هذه الأحناش بكثرة في الحقول الرملية بالقرب من نهر تشيكاهوميني، ويظهر عدد كبير منها عند حرث الأراضي في فصل الربيع.

## الحمية
تتغذى أحناش قوس قزح بشكل رئيسي على الأنقليس، ولكن تقوم بافتراس والتغذي أيضا على فرائس صغيرة مثل الضفادع، الشرغوف، والسلمندر. تأكل هذه الأحناش فرائسها وهي على قيد الحياة، حيث تقوم عادة بابتلاعها ابتداءا بمنطقة الرأس أولاً.

## التكاثر
تضع إناث أحناش قوس قزح بيوضها في شهر يوليو بشكل عام، حيث تضعها وتتركها تحت الأرض في التربة الرملية. يصل عدد مجموعة البيض الذي تضعه الأنثى لحوالي 20 بيضة في المعدل، ولكن قد تضع الإناث الكبيرة أكثر من 50 بيضة. تتفقس الصغار من البيوض في فترة أواخر الصيف أو الخريف.

## موئله
تتواجد وتعيش أحناش قوس قزح في الموائل المائية، ويشمل ذلك مستنقعات أشجار السرو والأهوار إلى وأنهار المياه السوداء، والجداول والتيارات المائية التي تجري المياه بها بسرعة بطيئة، وتتواجد أيضا هذه الأحناش في السهول الساحلية الرملية.

## النطاق الجغرافي
تتواجد أحناش قوس قزح من جنوب ولاية ماريلاند إلى جنوب شرق ولاية لويزيانا، بما في ذلك شرق فرجينيا وجنوب شرق ولاية كارولينا الشمالية، وجنوب كارولينا، وجورجيا وشمال فلوريدا، ألاباما وفي ولاية مسيسيبي. كان هنالك عدد قليل من أفراد هذا الحنش التي كانت تعيش في منطقة بحيرة أوكي تشوبي في جنوب فلوريدا، ولكن تم الإعلان عن انقراضها في تاريخ 5 أكتوبر 2011.

## السلالة
يوجد تصنيف لنوعين فرعيين من حنش قوس قزح:
- Farancia erytrogramma erytrogramma  (Palisot de Beauvois)، 1802 - حنش قوس قزح الشائع
- Farancia erytrogramma seminola (نيل، 1964) - حنش قوس قزح جنوب فلوريدا (أُعلن عن انقراض هذا النوع في تاريخ 5 أكتوبر 2011) [4]

## روابط خارجية
- Species Farancia erytrogramma at The Reptile Database

- مختبر البيئة بجامعة جورجيا سافانا ريفر
- فرجينيا إدارة اللعبة ومصايد الأسماك الداخلية
- صفحة Farancia erytrogramma في أندرو دورسو «الحياة قصيرة، لكن الثعابين طويلة»